# 葛兰镇
葛兰镇，是中华人民共和国重庆市长寿区下辖的一个乡镇级行政单位。

## 行政区划
葛兰镇下辖以下地区：
葛兰桥社区、湾丘村、白云村、冯庄村、罗岩村、黄家坝村、盐井村、天台村、天宝村、大坝村、塘坝村、烟坡村、潼观村、天福村、沙河村、南中村、金山村、葛兰村、枯井村、龙井坎村、兰兴村和中华村。